# Heckler & Koch HK69A1
L'HK69A1 è un lanciagranate da 40 mm sviluppato e costruito dall'azienda tedesca Heckler & Koch.

## Storia
L'HK69A1 fu progetta negli anni '60, quando iniziò lo sviluppo di un'arma destinata ad essere montata (usando un supporto speciale) sotto la canna del fucile della NATO G3A3 da 7,62 × 51 mm.  Nel 1972 fu mostrato il prototipo di ciò che alla fine sarebbe diventato il Granatpistole HK69. Dopo essere stato valutato, è stata presa la decisione di sviluppare, nel 1979, il modello HK69A1. Negli anni '80 l'arma fu adottata dall'esercito tedesco come Granatpistole 40 mm (conosciuta anche come GraPi).  È anche usato dalle forze speciali e dal personale di sicurezza di molti altri paesi.

## Tecnica
Il lanciagranate è un'arma a colpo singolo, a spalla, con carica di culatta, che spara proiettili usando il sistema High-Low.  Il componente principale è il telaio che contiene e integra tutti i meccanismi dell'arma.
L'arma ha una canna rigata, che è incernierata nella parte anteriore e inclinata verso l'alto ("azione di rottura") per caricare e rimuovere i bossoli usati. La canna nella posizione "carica" si blocca nel telaio con un fermo rotante, montato nella parte posteriore del telaio. Il lanciagranate non ha un estrattore; le tacche sono state tagliate nella base della canna che consente all'operatore di rimuovere manualmente i bossoli usati.
L'HK69A1 ha un meccanismo di sparo a singola azione con un cane esposto che viene armato manualmente con il pollice dopo aver caricato. Una sicura manuale impedisce all'operatore di sparare accidentalmente; il calcio è ambidestro e fornisce una leva su ciascun lato del telaio, sopra il grilletto (la leva nella posizione "S" - indica che l'arma è provvista di sicura; "F" - pronto a sparare).
Inoltre, il lanciagranate è provvisto di mirini in ferro costituiti da un montante anteriore (regolabile per l'elevazione) e una tacca di mira che ha un'apertura doppia ribaltabile per gli incagli a corto raggio (da 50 e 100 m) e una foglia pieghevole di tipo a scaletta per sparare a una lunga distanza (ha passi intagliati per 150, 200, 250 e 350 m), che è ripiegata e sopra la canna quando riposta. L'arma ha un'impugnatura a pistola sintetica, un calcio metallico telescopico leggero con uno spallaccio in gomma. Il lanciagranate viene tipicamente portato in una fondina sulla coscia.

## Utilizzatori
- Argentina: variante HK69.[2]
- Austria: MZP-1, EKO Cobra.[3]
- Belgio: forze speciali di polizia
- Danimarca: Polizia danese (variante HK69A1[4]).
- Inghilterra: variante HK69A1 37mm L104, Metropolitan Police[5][6]
- Estonia: variante HK79N.
- Finlandia: variante HK69A1, usata dalla forze di polizia finlandesi, ad esempio al Kranaattipistooli 2002.[7]
- Germania: Bundeswehr, Esercito tedesco, variante HK69A1, detta Granatpistole 40 mm.[8] Bereitschaftspolizei (variante MZP1).
- Lussemburgo: variante MZP-1, usata dalla Unité Spéciale de la Police[9][10].
- Malaysia: Polizia Reale della Malesia
- Paesi Bassi: Marechaussee, polizia olandese e dal Koninklijke Landmacht.
- Norvegia: variante HK79.[2]
- Irlanda del Nord: Police Service of Northern Ireland (Royal Ulster Constabulary) variante 37mm L104 riot.[11]
- Panama[12]
- Arabia Saudita: variante HK69.[2]
- Spagna: Mando de Operaciones Especiales
- Sri Lanka: variante HK69.[2]
- Turchia: Gendarmeria turca (variante HK69).[13]
- Honduras: forze speciali dell'Esercito dell'Honduras.
- Stati Uniti d'America: varie forze di polizia.